# Yaisnier Nápoles
Yaisnier Nápoles Espinosa (sinh ngày 20 tháng 10 năm 1987), là một cầu thủ bóng đá người Cuba thi đấu cho Đội tuyển bóng đá quốc gia Cuba.

## Sự nghiệp câu lạc bộ
Nápoles thi đấu cho đội bóng địa phương Camagüey.

## Sự nghiệp quốc tế
He được triệu tập vào và ra mắt quốc tế cho đội tuyển quốc gia Cuba tại Cúp Vàng CONCACAF 2015. Anh thi đấu trong trận mở màn của Cuba trước México, thất bại 6–0. Nápoles cũng được triệu tập tham dự vòng loại Cúp bóng đá toàn châu Mỹ trước Panama. Tính đến tháng 4 năm 2018, anh có tổng cộng 13 lần ra sân, không ghi được bàn nào.